# Scott Richmond
Scott Richmond (né le 30 août 1979 à Vancouver, Colombie-Britannique, Canada) est un lanceur droitier de la Ligue majeure de baseball. Il est présentement sous contrat avec les Rangers du Texas.

## Carrière

### Blue Jays de Toronto
Scott Richmond est recruté comme agent libre amateur le 20 octobre 2007 par les Blue Jays de Toronto. Il débute en Ligue majeure le 30 juillet 2008.
Il est sélectionné en équipe du Canada pour la Classique mondiale de baseball 2009 mais doit céder sa place en raison d'une blessure au genou qu'il s'inflige à l'entraînement.
Il est lanceur partant lors de 5 matchs des Blue Jays en fin de saison 2008 et présente une moyenne de 4 points mérités accordés par partie en 27 manches lancées. Il remporte une victoire contre trois défaites. Il savoure son premier triomphe dans les majeures le 26 septembre 2008 sur les Orioles de Baltimore. Cette première victoire est aussi son premier match complet et premier blanchissage, bien qu'il ne lance que 6 manches dans un match gagné 3-0 par Toronto mais écourté en raison du mauvais temps.
Il fait partie de la rotation de lanceurs partants des Blue Jays en 2009 et amorce la saison sur les chapeaux de roue : il est nommé meilleure recrue du mois d'avril en Ligue américaine après avoir maintenu une moyenne de points mérités de 2,70 à ses 4 premiers départs, gagnant ses 3 décisions. Le reste de la campagne est moins impressionnant : en 27 matchs, dont 24 départs et 3 comme lanceur de relève en 2009, Richmond termine avec une moyenne de points mérités de 5,52 en 138 manches et deux tiers de travail. Il remporte 8 victoires contre 11 défaites et enregistre un sommet personnel de 117 retraits sur des prises.
Richmond passe l'entière saison 2010 dans les ligues mineures avant de ne faire que des apparitions sporadiques avec le club torontois en 2011 et 2012. Il quitte l'organisation des Blue Jays après coup. Il aura joué 36 matchs, dont 29 comme lanceur partant pour Toronto. Sa fiche avec l'équipe est de 9 victoires contre 14 défaites, avec deux matchs complets, un blanchissage, 139 retraits sur des prises, 61 buts-sur-balles accordés, et une moyenne de points mérités de 5,27 en 169 manches lanceés.

### Rangers du Texas
En 2013, Richmond joue pour les Lotte Giants de l'Organisation coréenne de baseball, à Busan en Corée du Sud, avant de rejoindre en mai les Rangers du Texas de la MLB et d'être assigné à leur club-école de Round Rock dans la Ligue de la côte du Pacifique, une ligue mineure où il termine la saison.